# Alexander Frison
Alexander Frison (* 5. Mai 1875 in Baden (Otscheretiwka, heute Teil von Kutschurhan) bei Odessa, Russisches Kaiserreich; † 20. Juni 1937 in Moskau, Sowjetunion) war ein deutscher  römisch-katholischer Theologe und Priester. Er war Bischof der römisch-katholischen Kirche in der Ukraine.

## Leben
Alexander Frison wurde 1875 in der Schwarzmeerdeutschen Kolonie Baden in der Nähe von Odessa geboren. Nach dem Studium am Collegium Germanicum in Rom promovierte er 1902 zum Doktor der Philosophie und 1904 Doktor der Theologie. 1905 wurde er Professor des Saratower Priesterseminars und war gleichzeitig Kaplan und Privatsekretär des Bischofs Josef Alois Kessler. Fünf Jahre später erfolgte die Ernennung zum Rektor des Seminars. Am 10. Mai 1926 wurde Frison in Moskau, ohne Zustimmung der Behörden, zum Titularbischof von Limyra und Apostolischen Administrator von Odessa ernannt und vom Bischof Michel d’Herbigny geweiht, zusammen mit Boļeslavs Sloskāns.
In der Zeit von 1929 bis 1933 wurde Frison mehrfach von der Geheimpolizei verhaftet und später wieder freigelassen. Im Oktober 1935 kam es, wegen eines Spionagevorwurfs zugunsten Deutschlands, zu einer erneuten Verhaftung. In dem nachfolgenden Prozess im Jahre 1936 verurteilte ihn das Sonderkollegium des Krimer Gebietsgerichts zum Tode durch Erschießen. Das Urteil wurde in Moskau im Butyrka-Gefängnis am 20. Juni 1937 vollstreckt.
Die römisch-katholische Kirche hat Bischof Alexander Frison im Jahr 1999 als Glaubenszeugen in das deutsche Martyrologium des 20. Jahrhunderts aufgenommen.